# Sainte-Verge
Sainte-Verge è un comune francese di 1 496 abitanti situato nel dipartimento delle Deux-Sèvres nella regione della Nuova Aquitania.

## Società

### Evoluzione demografica
Abitanti censiti